# Dâr Al-Kutub
 (novembre 2024).
Pour les articles homonymes, voir Bibliothèque et Archives nationales.
Dâr Al-Kutub (en arabe : دار الكتب dâr al-kutub, la maison des livres), également appelée Al-Kutubkhana Al-Khedeweya (la Bibliothèque du Khédive, en turc arabisé), mieux connue en français sous le nom de Bibliothèque nationale d'Égypte, est la plus ancienne des bibliothèques modernes d'Égypte. Installée au Caire, l'une des deux - avec Beyrouth - grandes capitales du livre dans le monde arabe, elle abrite les collections de la bibliothèque nationale et des Archives Nationales. C'est une institution gouvernementale culturelle à but non lucratif qui offre ses services aux citoyens en Égypte et dans le monde arabe. Elle possède la plus grosse collection de parchemins du pays.

## Histoire
C'est au milieu du XIXe siècle qu'est apparue l'idée de créer une bibliothèque nationale en Égypte. Elle est due à Rifa'a al-Tahtawi qui put faire soumettre le projet au Khédive Ismaïl, lequel publia le décret portant création du Kottob Khana Al Khédéweya. Rifa'a al-Tahtawi en commença la réalisation, sous la surveillance d'Ali Pacha Moubarak, ministre de l'enseignement et l'une des personnes les plus cultivées de son temps. Un grand nombre de manuscrits rares, de livres arabes et orientaux, de copies précieuses du Coran, d'équipements et de cartes furent rassemblés en provenance de diverses bibliothèques et mosquées, pour constituer la première collection. L'inauguration publique de la bibliothèque eut lieu le 24 septembre 1870.
L'activité de la Kottob Khana Al Khédewéya a débuté au premier étage du palais de Mostafa Fadel (frère du khédive Ismaïl) à Darb Al-Djamamiz au Caire. 
Le 30 avril 1889, un décret promulgué par le Khédive Tawfik définit le statut particulier de la bibliothèque et lui octroie un budget important.
Avec l'augmentation des collections et du nombre des visiteurs, un nouveau bâtiment fut construit entre 1899 et 1904 à Bab Al-Khalq.
Lorsque Hussein Kamal prit le pouvoir, entre 1914 et 1917, la bibliothèque prit le nom de « Dar Al Kottob Al Sultaneya » (la bibliothèque du Sultan). En 1922, le roi Fouad Ier a donné à la bibliothèque le nom de « Dar Al Kottob Al Misreya » (la bibliothèque nationale égyptienne), nom qu'elle garda jusqu'à la révolution du 23 juillet 1952.
Le nombre de livres et de manuscrits conservés à Dâr Al-Kutub ayant encore beaucoup augmenté pendant plus d'un demi-siècle, il devint nécessaire de construire un nouveau bâtiment. Il a été édifié dans le quartier de Bûlaq, sur la corniche du Nil. Sa construction a débuté le 23 juillet 1961. Elle dura près de dix ans, et ce n'est qu'en 1971 que la majeure partie des collections, dont les manuscrits purent y être transférés.
L'ensemble des manuscrits conservés à Dâr Al-Kutub est considéré comme un trésor national et un patrimoine humain renfermant l'essentiel de la culture arabo-islamique. On y trouve des manuscrits du Coran, des manuscrits arabes, persans, et turcs provenant de mosquées, de bibliothèques ou d'administrations.
La bibliothèque nationale égyptienne a parfois une activité d'éditeur. Elle a ainsi édité, en quatorze volumes, entre 1914 et 1919, le Subh al-a'shâ fî sinâ'at al-inshâ' d'Al-Qalqashandî (Shihâb al-Dîn Abû l-Abbâs).
En 2003, le ministère égyptien de la Culture a élaboré un plan général pour la protection des archives et des documents conservés à Dâr al-Kutub. Aucun prêt de manuscrits ne sera dorénavant autorisé qu’elle qu’en soit la raison. Le ministre de la Culture, Fârûq Husnî, a annoncé la formation d’un comité élargi pour dresser l’inventaire précis de toutes les collections de Dâr al-Kutub, poursuivre la sécurisation et la surveillance des couloirs, des salles et des entrepôts, ainsi que la modernisation du système d’enregistrement numérique, de codage et de sécurisation des cent dix mille manuscrits. En outre, les réserves des manuscrits et documents seront dotées de portiques électroniques. Le président de Dâr al-Kutub, Salâh Fadl a, de son côté, annoncé le déblocage de 1,6 million de livres égyptiennes pour la modernisation du laboratoire de restauration.
Le projet Trésors de Dâr Al-Kutub a permis la reproduction sur CD-ROM d'une sélection de manuscrits précieux de la Bibliothèque nationale du Caire (Dâr Al-Kutub), qui offre une visite guidée à travers les splendeurs de la culture arabe et sa contribution à l'avancement de la connaissance dans de nombreux domaines scientifiques.
D'autres bibliothèques nationales de pays arabes portent le même nom : Dâr al-Kutub al-‘Ilmiyya  (Beyrouth, Liban), Dâr al-Kutub al-Wataniyah  (Tunis, Tunisie), Dâr al-kutub wa al-watha’iq  (Bagdad, Irak).